# Vlasta Ambrožová
Vlasta Ambrožová,křtěná Vlasta Patricie Josefína Aloisie, také Vlasta Jarmila Ambrožová (28. června 1896 Plánice – 1956 Praha) byla česká malířka, grafička a ilustrátorka, členka Kruhu výtvarných umělkyň, Umělecké besedy a Spolku českých bibliofilů. 

## Život
Narodila se v Plánici u Klatov v rodině zemského advokáta JUDr. Josefa Ambrože a jeho ženy Boženy rodem Štěpánkové z Rakovníka, dceři ředitele c.k. vyšší reálky.. Ve výtvarném snažení o odborné studium v Praze byla vedena vzorem sourodačky a tehdy již uznávané malířky Berty Havlíčkové-Liebscherové. Studovala  na Uměleckoprůmyslové škole v Praze v kursech pro ženy malbu a kresbu (prof. Emanuel Dítě, Arnošt Hofbauer, Jakub Schikaneder, Emilie Krostová). Od roku 1918 vyučovala kreslení na dívčím reálném gymnáziu (Minerva) Elišky Krásnohorské v Praze. Kolem roku 1937 učila na obecné škole v Lounkách.
Podnikla studijní cestu do Drážďan a do Paříže. V letech 1937 – 19̟39 byla evidována v Adresáři výtvarných umělců československých jako akademická malířka V. J. Ambrožová v Lounkách u Roudnice nad Labem. Poslední léta života bydlela v pražských Dejvicích se svou sestrou klavíristkou Jarmilou Ambrožovou-Krejčí.

## Dílo
Věnovala se různým žánrům, především figurální malbě a žánru městské krajiny, v nich ve dvacátých a třicátých letech dvacátého století vyznávala poetiku civilismu. Recenzent výstavy Kruhu výtvarných umělkyň z roku 1937 ji označil za surrealistku..
Dále se věnovala malbě zátiší, ilustrovala bibliofilské tisky.
Vystavovala s Kruhem výtvarných umělkyň, jehož byla členkou, na I. zlínském salónu také na přehlídkách československého umění v letech 1928–1945. Vystavovala a prodávala také prostřednictvím pražské Krásné jizby.

### Obrazy (výběr)
- Ledaři v Praze na nábřeží
- Domy pražské periférie

### Grafika a ilustrace
Drobnou grafiku tvořila technikou dřevorytu nebo suché jehly:
- Vlasta J. Ambrožová, Soubor knižních značek a monogramů, tiskem vydal Metoděj Lažný, Olomouc 1928
- 14.IX.1937:(Už víckrát nezazní tak těžce requiem ... Vítězslav Nezval), ilustrace Vlasta J. Ambrožová, bibliofilie. Lounky u Roudnice 1937
- Vlasta J. Ambrožová, 28. seznam exlibris, sestavil Otakar Hradečný, Olomouc 1942
- 82 Ex libris je uloženo v její pozůstalosti v Památníku národního písemnictví v Praze.[6]